# Ambrosius-eik

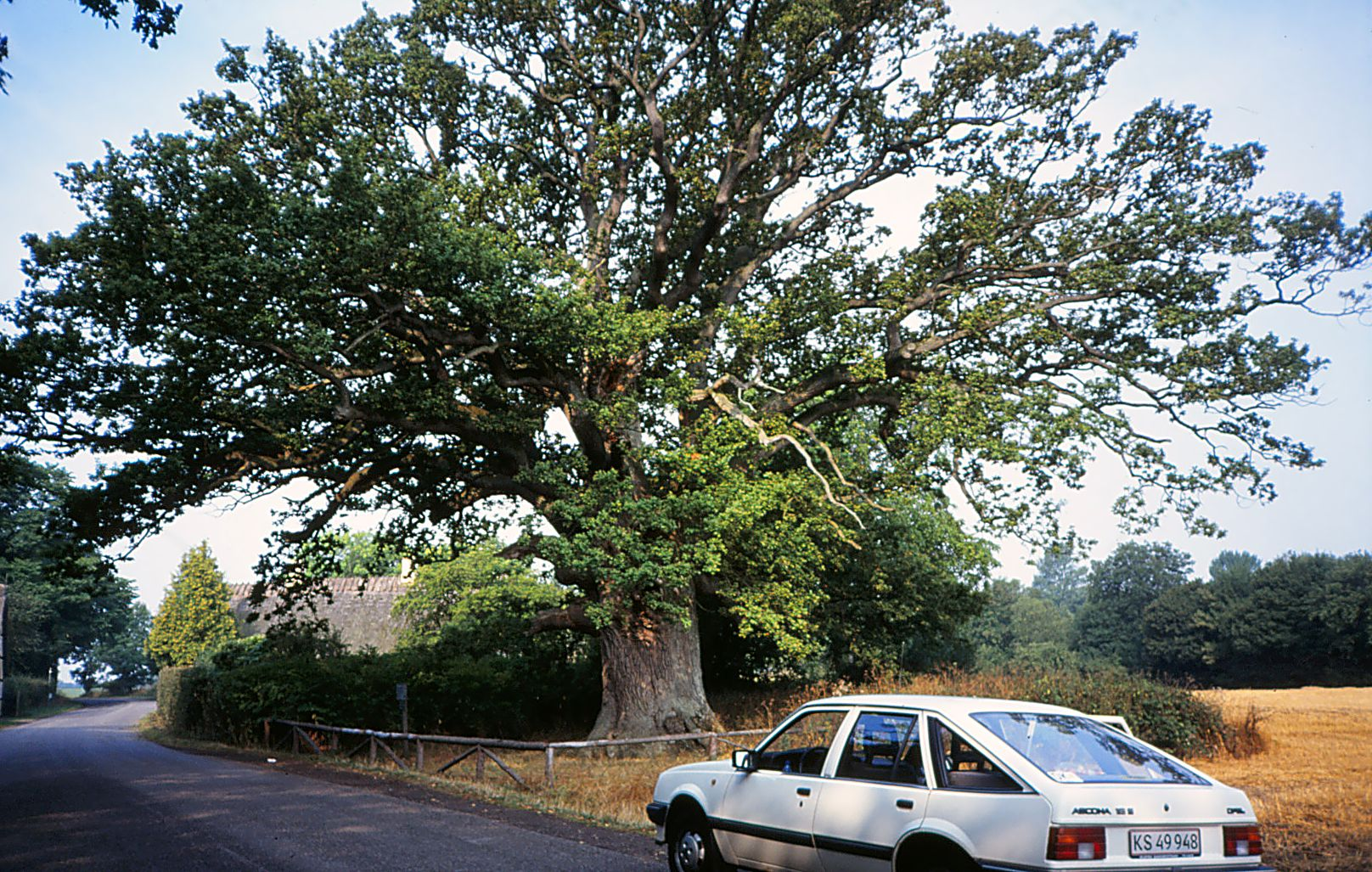
Ambrosius-eik

De Ambrosius-eik ((da)  'Ambrosius-egen,' 'Ambrosius Egen' of 'Ambrosius egen') is een naar schatting ongeveer 400 jaar oude zomereik Quercus robur die groeit vlak bij het kasteel 'Valdemars Slot' in het Deense Svendborg op het eiland Tåsinge.

## Naam
De Ambrosius-eik ontleent zijn naam aan de Deense dichter Ambrosius Stub (1705-1758), die in de nabijheid van Valdemars Slot woonde. Men zegt dat hij vaak onder deze boom zijn gedichten zat te schrijven.

## Leeftijd en omvang
Op 13 juni 1997 is een onderzoek gedaan, op basis waarvan de leeftijd van de boom is geschat. Er zijn aanwijzingen dat de boom in de periode tussen 1550 en 1650 is aangeplant.
In 2013 had de boom een stamomtrek van meer dan 7,30 m. (gemeten op borsthoogte, 1,30 m.). 
In 2005 is de hoogte gemeten: ongeveer 21 m.